# Małgorzata Inglot
Małgorzata Urszula Inglot – polska pediatra, dr hab. nauk. medycznych, profesor Katedry Chorób Zakaźnych, Chorób Wątroby i Nabytych Niedoborów Odpornościowych Wydziału Lekarskiego Uniwersytetu Medycznego im. Piastów Śląskich we Wrocławiu.

## Życiorys
18 listopada 1994 obroniła pracę doktorską Skuteczność profilaktyki wirusowego zapalenia wątroby typu B u noworodków matek nosicielek antygenu HBs, 19 lutego 2014 habilitowała się na podstawie pracy zatytułowanej Ocena zaawansowania i progresji włóknienia wątroby w zakażeniu HIV/HCV z wykorzystaniem badań immunohistochemicznych oraz metod nieinwazyjnych- markerów surowiczych i elastografii. 4 stycznia 2021  nadano jej tytuł profesora w zakresie nauk medycznych i nauk o zdrowiu.
Została zatrudniona na stanowisku adiunkta w Katedrze Chorób Zakaźnych, Chorób Wątroby i Nabytych Niedoborów Odpornościowych na Wydziale Lekarskim Kształcenia Podyplomowego Uniwersytetu Medycznego im. Piastów Śląskich we Wrocławiu.
Jest profesorem w Katedrze Chorób Zakaźnych, Chorób Wątroby i Nabytych Niedoborów Odpornościowych na Wydziale Lekarskim Uniwersytetu Medycznego im. Piastów Śląskich we Wrocławiu, oraz była sekretarzem Polskiego Towarzystwa Epidemiologów i Lekarzy Chorób Zakaźnych.